# WTA Tour 1978
Die WTA Tour 1978 (offiziell: Virginia Slims Circuit und Colgate Series) war der 8. Jahrgang der Damentennis-Turnierserie, die von der Women’s Tennis Association ausgetragen wird. Sie umfasste 45 Turniere.
Der Teamwettbewerb Federation Cup wird wie die Grand-Slam-Turniere nicht von der WTA, sondern von der ITF organisiert. Er wird dennoch aufgeführt, da die Spitzenspielerinnen auch dort in der Regel spielen.

## Turnierplan
| Kategorie              |
| ---------------------- |
| Grand Slam             |
| Tour Championships     |
| Virginia Slims Circuit |
| Colgate Series         |
| Non-Tour Events        |

| Sonstige       |
| -------------- |
| Federation Cup |

### Januar
| Datum 1 | Turnier | Siegerin                             | Finalgegnerin                | Ergebnis      |
| ------- | --- | ------------------------------------ | ---------------------------- | ------------- |
| 02.01.  | Virginia Slims of Washington Washington, Vereinigte Staaten Virginia Slims Circuit – 100.000 $ Teppich (Halle)                                  | Martina Navratilova                  | Betty Stöve                  | 7:5, 6:4      |
| 02.01.  | Virginia Slims of Washington Washington, Vereinigte Staaten Virginia Slims Circuit – 100.000 $ Teppich (Halle)                                  | Billie Jean King Martina Navratilova | Betty Stöve Wendy Turnbull   | 6:3, 7:5      |
| 09.01.  | Virginia Slims of Hollywood Hollywood, Vereinigte Staaten Virginia Slims Circuit – 100.000 $ Teppich (Halle)                                    | Evonne Cawley                        | Wendy Turnbull               | 6:2, 6:3      |
| 09.01.  | Virginia Slims of Hollywood Hollywood, Vereinigte Staaten Virginia Slims Circuit – 100.000 $ Teppich (Halle)                                    | Rosie Casals Wendy Turnbull          | Françoise Dürr Virginia Wade | 6:2, 6:4      |
| 16.01.  | Virginia Slims of Houston & Bridgestone Doubles of Houston Houston, Vereinigte Staaten Virginia Slims Circuit – 100.000 $ Teppich (Halle)       | Martina Navratilova                  | Billie Jean King             | 1:6, 6:2, 6:2 |
| 16.01.  | Virginia Slims of Houston & Bridgestone Doubles of Houston Houston, Vereinigte Staaten Virginia Slims Circuit – 100.000 $ Teppich (Halle)       | Billie Jean King Martina Navratilova | Greer Stevens Mona Guerrant  | 7:6, 4:6, 7:6 |
| 23.01.  | Virginia Slims of Los Angeles & Bridgestone Doubles of Los Angeles Los Angeles, Vereinigte Staaten Virginia Slims Circuit – 100.000 $ Hartplatz | Martina Navratilova                  | Rosie Casals                 | 6:3, 6:2      |
| 23.01.  | Virginia Slims of Los Angeles & Bridgestone Doubles of Los Angeles Los Angeles, Vereinigte Staaten Virginia Slims Circuit – 100.000 $ Hartplatz | Betty Stöve Virginia Wade            | Virginia Wade Greer Stevens  | 6:3, 6:2      |
| 30.01.  | Virginia Slims of Chicago & Bridgestone Doubles of Chicago Chicago, Vereinigte Staaten Virginia Slims Circuit – 100.000 $ Teppich (Halle)       | Martina Navratilova                  | Evonne Cawley                | 6:7, 6:2, 6:2 |
| 30.01.  | Virginia Slims of Chicago & Bridgestone Doubles of Chicago Chicago, Vereinigte Staaten Virginia Slims Circuit – 100.000 $ Teppich (Halle)       | Betty Stöve Evonne Cawley            | Rosie Casals JoAnne Russell  | 6:1, 6:4      |

### Februar
| Datum 1 | Turnier | Siegerin                             | Finalgegnerin                   | Ergebnis      |
| ------- | --- | ------------------------------------ | ------------------------------- | ------------- |
| 06.02.  | Virginia Slims of Seattle Seattle, Vereinigte Staaten Virginia Slims Circuit – 100.000 $ Teppich (Halle)                                        | Martina Navratilova                  | Betty Stöve                     | 6:1, 1:6, 6:1 |
| 06.02.  | Virginia Slims of Seattle Seattle, Vereinigte Staaten Virginia Slims Circuit – 100.000 $ Teppich (Halle)                                        | Kerry Reid Wendy Turnbull            | Patricia Bostrom Marita Redondo | 6:2, 6:3      |
| 20.02.  | Virginia Slims of Detroit Detroit, Vereinigte Staaten Virginia Slims Circuit – 100.000 $ Teppich (Halle)                                        | Martina Navratilova                  | Dianne Fromholtz                | 6:3, 6:2      |
| 20.02.  | Virginia Slims of Detroit Detroit, Vereinigte Staaten Virginia Slims Circuit – 100.000 $ Teppich (Halle)                                        | Billie Jean King Martina Navratilova | Kerry Reid Wendy Turnbull       | 6:3, 6:4      |
| 27.02.  | Virginia Slims of Kansas City & Bridgestone Doubles of Kansas City Kansas City, Vereinigte Staaten Virginia Slims Circuit – 100.000 $ Hartplatz | Martina Navratilova                  | Billie Jean King                | 7:5, 2:6, 6:3 |
| 27.02.  | Virginia Slims of Kansas City & Bridgestone Doubles of Kansas City Kansas City, Vereinigte Staaten Virginia Slims Circuit – 100.000 $ Hartplatz | Billie Jean King Martina Navratilova | Kerry Reid Wendy Turnbull       | 6:4, 6:4      |

### März
| Datum 1 | Turnier | Siegerin                             | Finalgegnerin                | Ergebnis      |
| ------- | --- | ------------------------------------ | ---------------------------- | ------------- |
| 06.03.  | Virginia Slims of Dallas & Bridgestone Doubles of Dallas Dallas, Vereinigte Staaten Virginia Slims Circuit – 100.000 $ Teppich (Halle) | Evonne Cawley                        | Tracy Austin                 | 4:6, 6:0, 6:2 |
| 06.03.  | Virginia Slims of Dallas & Bridgestone Doubles of Dallas Dallas, Vereinigte Staaten Virginia Slims Circuit – 100.000 $ Teppich (Halle) | Martina Navratilova Anne Smith       | Evonne Cawley Betty Stöve    | 6:3, 7:6      |
| 13.03.  | Virginia Slims of Boston Boston, Vereinigte Staaten Virginia Slims Circuit – 100.000 $ Teppich (Halle)                                 | Evonne Cawley                        | Chris Evert                  | 4:6, 6:1, 6:4 |
| 13.03.  | Virginia Slims of Boston Boston, Vereinigte Staaten Virginia Slims Circuit – 100.000 $ Teppich (Halle)                                 | Billie Jean King Martina Navratilova | Evonne Cawley Betty Stöve    | 6:3, 6:2      |
| 20.03.  | Virginia Slims of Philadelphia Philadelphia, Vereinigte Staaten Virginia Slims Circuit – 100.000 $ Hartplatz                           | Chris Evert                          | Billie Jean King             | 6:0, 6:4      |
| 20.03.  | Virginia Slims of Philadelphia Philadelphia, Vereinigte Staaten Virginia Slims Circuit – 100.000 $ Hartplatz                           | Kerry Reid Wendy Turnbull            | Françoise Dürr Virginia Wade | 6:3, 7:5      |
| 27.03.  | Virginia Slims Championships Oakland, Vereinigte Staaten Masters – 150.000 $ Teppich (Halle)                                           | Martina Navratilova                  | Evonne Cawley                | 7:6, 6:4      |

### April
| Datum 1 | Turnier                                                                                | Siegerin                             | Finalgegnerin                | Ergebnis |
| ------- | -------------------------------------------------------------------------------------- | ------------------------------------ | ---------------------------- | -------- |
| 03.04.  | Bridgestone Doubles Salt Lake City, Vereinigte Staaten Teppich (Halle)                 | Billie Jean King Martina Navratilova | Virginia Wade Françoise Dürr | 6:4, 6:4 |
| 10.04.  | Family Circle Cup Hilton Head, Vereinigte Staaten Colgate Series – 110.000 $ Sandplatz | Chris Evert                          | Kerry Reid                   | 6:2, 6:0 |
| 10.04.  | Family Circle Cup Hilton Head, Vereinigte Staaten Colgate Series – 110.000 $ Sandplatz | Billie Jean King Martina Navratilova | Mona Guerrant Greer Stevens  | 6:3, 7:5 |

### Mai
| Datum 1 | Turnier | Siegerin                      | Finalgegnerin                     | Ergebnis      |
| ------- | --- | ----------------------------- | --------------------------------- | ------------- |
| 15.05.  | Internationale Tennismeisterschaften von Deutschland Hamburg, Bundesrepublik Deutschland Colgate Series – 35.000 $ Sandplatz | Mima Jaušovec                 | Virginia Ruzici                   | 6:2, 6:3      |
| 15.05.  | Internationale Tennismeisterschaften von Deutschland Hamburg, Bundesrepublik Deutschland Colgate Series – 35.000 $ Sandplatz | Mima Jaušovec Virginia Ruzici | Katja Ebbinghaus Helga Masthoff   | 6:4, 5:7, 6:0 |
| 22.05.  | Italian Open Rom, Italien Colgate Series – 35.000 $ Sandplatz                                                                | Regina Maršíková              | Virginia Ruzici                   | 7:5, 7:5      |
| 22.05.  | Italian Open Rom, Italien Colgate Series – 35.000 $ Sandplatz                                                                | Mima Jaušovec Virginia Ruzici | Florența Mihai Betsy Nagelsen     | 6:2, 2:6, 7:6 |
| 22.05.  | Surrey Grass Courts Guildford, Großbritannien Non-Tour Event Rasen                                                           | Evonne Cawley                 | Winnie Shaw                       | 6:1, 6:1      |
| 29.05.  | French Open Paris, Frankreich Grand Slam – 75.000 $ Sandplatz (Rot)                                                          | Virginia Ruzici               | Mima Jaušovec                     | 6:2, 6:2      |
| 29.05.  | French Open Paris, Frankreich Grand Slam – 75.000 $ Sandplatz (Rot)                                                          | Mima Jaušovec Virginia Ruzici | Lesley Bowrey Gail Sherriff       | 5:7, 6:4, 8:6 |
| 29.05.  | French Open Paris, Frankreich Grand Slam – 75.000 $ Sandplatz (Rot)                                                          | Renáta Tomanová Pavel Složil  | Virginia Ruzici Patrice Dominguez | 7:6, Aufgabe  |

### Juni
| Datum 1 | Turnier                                                                             | Siegerin                   | Finalgegnerin                        | Ergebnis      |
| ------- | ----------------------------------------------------------------------------------- | -------------------------- | ------------------------------------ | ------------- |
| 05.06.  | Kent Championships Beckenham, Großbritannien Non-Tour Event                         | Evonne Cawley              | Laura duPont                         | 6:4, 6:2      |
| 12.06.  | Chichester International Chichester, Großbritannien Colgate Series – 35.000 $ Rasen | Evonne Cawley              | Pam Teeguarden                       | 6:4, 6:4      |
| 12.06.  | Chichester International Chichester, Großbritannien Colgate Series – 35.000 $ Rasen | Janet Newberry Pam Shriver | Michelle Tyler Yvonne Vermaak        | 3:6, 6:3, 6:4 |
| 19.06.  | Colgate International Eastbourne, Großbritannien Colgate Series – 75.000 $ Rasen    | Martina Navratilova        | Chris Evert                          | 6:4, 4:6, 9:7 |
| 19.06.  | Colgate International Eastbourne, Großbritannien Colgate Series – 75.000 $ Rasen    | Chris Evert Betty Stöve    | Billie Jean King Martina Navratilova | 6:4, 6:7, 7:5 |
| 26.06.  | Wimbledon Championships Wimbledon, Großbritannien Grand Slam – 150.000 $ Rasen      | Martina Navratilova        | Chris Evert                          | 2:6, 6:4, 7:5 |
| 26.06.  | Wimbledon Championships Wimbledon, Großbritannien Grand Slam – 150.000 $ Rasen      | Kerry Reid Wendy Turnbull  | Mima Jaušovec Virginia Ruzici        | 4:6, 9:8, 6:3 |
| 26.06.  | Wimbledon Championships Wimbledon, Großbritannien Grand Slam – 150.000 $ Rasen      | Betty Stöve Frew McMillan  | Billie Jean King Ray Ruffels         | 6:2, 6:2      |

### August
| Datum 1 | Turnier                                                                                            | Siegerin                             | Finalgegnerin                      | Ergebnis      |
| ------- | -------------------------------------------------------------------------------------------------- | ------------------------------------ | ---------------------------------- | ------------- |
| 07.08.  | U.S. Clay Court Championships Indianapolis, Vereinigte Staaten Colgate Series – 35.000 $ Sandplatz | Dana Gilbert                         | Viviana Segal                      | 6:2, 6:3      |
| 07.08.  | U.S. Clay Court Championships Indianapolis, Vereinigte Staaten Colgate Series – 35.000 $ Sandplatz | Helen Anliot Helle Sparre            | Barbara Hallquist Sheila McInerney | 6:3, 6:1      |
| 14.08.  | Rothmans Canadian Open Toronto, Kanada Colgate Series – 35.000 $ Hartplatz                         | Regina Maršíková                     | Virginia Ruzici                    | 7:5, 6:7, 6:2 |
| 14.08.  | Rothmans Canadian Open Toronto, Kanada Colgate Series – 35.000 $ Hartplatz                         | Regina Maršíková Pam Teeguarden      | Chris O’Neil Paula Smith           | 7:5, 6:7, 6:2 |
| 21.08.  | Bergen County Classic Mahwah, Vereinigte Staaten Colgate Series – 75.000 $ Hartplatz               | Virginia Wade                        | Kerry Reid                         | 1:6, 6:1, 6:4 |
| 21.08.  | Bergen County Classic Mahwah, Vereinigte Staaten Colgate Series – 75.000 $ Hartplatz               | Ilana Kloss Marise Kruger            | Barbara Potter Pam Whytcross       | 6:3, 6:1      |
| 28.08.  | US Open New York, Vereinigte Staaten Grand Slam – 260.000 $ Hartplatz                              | Chris Evert                          | Pam Shriver                        | 7:6, 6:4      |
| 28.08.  | US Open New York, Vereinigte Staaten Grand Slam – 260.000 $ Hartplatz                              | Billie Jean King Martina Navratilova | Kerry Reid Wendy Turnbull          | 7:6, 6:4      |
| 28.08.  | US Open New York, Vereinigte Staaten Grand Slam – 260.000 $ Hartplatz                              | Betty Stöve Frew McMillan            | Billie Jean King Ray Ruffels       | 6:3, 7:6      |

### September
| Datum 1 | Turnier                                                                                        | Siegerin                       | Finalgegnerin                  | Ergebnis      |
| ------- | ---------------------------------------------------------------------------------------------- | ------------------------------ | ------------------------------ | ------------- |
| 11.09.  | Toray Sillook Open Tokio, Japan Colgate Series – 75.000 $ Hartplatz                            | Virginia Wade                  | Betty Stöve                    | 6:4, 7:6      |
| 11.09.  | Women in Tennis International San Antonio, Vereinigte Staaten Colgate Series – 35.000 $        | Stacy Margolin                 | Yvonne Vermaak                 | 7:5, 6:1      |
| 11.09.  | Women in Tennis International San Antonio, Vereinigte Staaten Colgate Series – 35.000 $        | Ilana Kloss Marise Kruger      | Laura duPont Françoise Dürr    | 6:1, 6:4      |
| 18.09.  | World Tennis Classic Montreal, Kanada Colgate Series – 40.000 $ Hartplatz                      | Caroline Stoll                 | Françoise Dürr                 | 6:3, 6:2      |
| 18.09.  | World Tennis Classic Montreal, Kanada Colgate Series – 40.000 $ Hartplatz                      | Julie Anthony Billie Jean King | Ilana Kloss Marise Kruger      | 6:4, 6:4      |
| 25.09.  | Wyler’s Women’s Classic Atlanta, Vereinigte Staaten Colgate Series – 100.000 $ Teppich (Halle) | Chris Evert                    | Martina Navratilova            | 7:6, 0:6, 6:3 |
| 25.09.  | Wyler’s Women’s Classic Atlanta, Vereinigte Staaten Colgate Series – 100.000 $ Teppich (Halle) | Françoise Dürr Virginia Wade   | Martina Navratilova Anne Smith | 4:6, 6:2, 6:4 |

### Oktober
| Datum 1 | Turnier                                                                                           | Siegerin                          | Finalgegnerin                  | Ergebnis      |
| ------- | ------------------------------------------------------------------------------------------------- | --------------------------------- | ------------------------------ | ------------- |
| 02.10.  | Thunderbird Classic Phoenix, Vereinigte Staaten Colgate Series – 75.000 $ Teppich (Halle)         | Martina Navratilova               | Tracy Austin                   | 6:4, 6:2      |
| 02.10.  | Thunderbird Classic Phoenix, Vereinigte Staaten Colgate Series – 75.000 $ Teppich (Halle)         | Tracy Austin Betty Stöve          | Martina Navratilova Anne Smith | 6:4, 6:7, 6:2 |
| 09.10.  | Barcelona , Spanien Sandplatz                                                                     | Hana Mandlíková                   | Sabina Simmonds                | 6:1, 5:7, 6:3 |
| 09.10.  | U.S. Indoors Bloomington, Vereinigte Staaten Colgate Series – 100.000 $ Teppich (Halle)           | Chris Evert                       | Virginia Wade                  | 6:7, 6:2, 6:4 |
| 09.10.  | U.S. Indoors Bloomington, Vereinigte Staaten Colgate Series – 100.000 $ Teppich (Halle)           | Kerry Reid Wendy Turnbull         | Lesley Hunt Ilana Kloss        | 6:3, 6:3      |
| 16.10.  | BMW Challenge Brighton, Großbritannien Colgate Series – 75.000 $ Teppich (Halle)                  | Virginia Ruzici                   | Betty Stöve                    | 5:7, 6:2, 7:5 |
| 16.10.  | BMW Challenge Brighton, Großbritannien Colgate Series – 75.000 $ Teppich (Halle)                  | Betty Stöve Virginia Wade         | Ilana Kloss JoAnne Russell     | 6:0, 7:6      |
| 23.10.  | Porsche Classic Filderstadt, Bundesrepublik Deutschland Colgate Series – 35.000 $ Teppich (Halle) | Tracy Austin                      | Betty Stöve                    | 6:3, 6:3      |
| 23.10.  | Porsche Classic Filderstadt, Bundesrepublik Deutschland Colgate Series – 35.000 $ Teppich (Halle) | Tracy Austin Betty Stöve          | Mima Jaušovec Virginia Ruzici  | 6:3, 6:2      |
| 30.10.  | Río de la Plata Championships Buenos Aires, Argentinien Colgate Series – 35.000 $                 | Caroline Stoll                    | Emilse Raponi                  | 6:3, 6:2      |
| 30.10.  | Río de la Plata Championships Buenos Aires, Argentinien Colgate Series – 35.000 $                 | Françoise Dürr Valerie Ziegenfuss | Laura duPont Regina Maršíková  | 1:6, 6:4, 6:3 |

### November
| Datum 1 | Turnier                                                                                     | Siegerin                             | Finalgegnerin                  | Ergebnis      |
| ------- | ------------------------------------------------------------------------------------------- | ------------------------------------ | ------------------------------ | ------------- |
| 06.11.  | Florida Federal Open Clearwater, Vereinigte Staaten Colgate Series – 75.000 $ Hartplatz     | Virginia Wade                        | Anna Maria Fernández           | 6:4, 7:6      |
| 06.11.  | Florida Federal Open Clearwater, Vereinigte Staaten Colgate Series – 75.000 $ Hartplatz     | Martina Navratilova Anne Smith       | Kerry Reid Wendy Turnbull      | 7:6, 6:3      |
| 13.11.  | Colgate Series Championships Palm Springs, Vereinigte Staaten Masters – 250.000 $ Hartplatz | Chris Evert                          | Martina Navratilova            | 6:3, 6:3      |
| 13.11.  | Colgate Series Championships Palm Springs, Vereinigte Staaten Masters – 250.000 $ Hartplatz | Billie Jean King Martina Navratilova | Kerry Reid Wendy Turnbull      | 6:3, 6:4      |
| 20.11.  | Colgate International Christchurch Christchurch, Neuseeland Colgate Series – 35.000 $ Rasen | Regina Maršíková                     | Sylvia Hanika                  | 6:2, 6:1      |
| 20.11.  | Colgate International Christchurch Christchurch, Neuseeland Colgate Series – 35.000 $ Rasen | Lesley Hunt Sharon Walsh             | Katja Ebbinghaus Sylvia Hanika | 6:1, 7:5      |
| 20.11.  | Gunze World Tennis Tokio, Japan Non-Tour Event – 150.000 $ Hartplatz                        | Tracy Austin                         | Martina Navratilova            | 6:1, 6:1      |
| 20.11.  | Gunze World Tennis Tokio, Japan Non-Tour Event – 150.000 $ Hartplatz                        | Martina Navratilova Betty Stöve      | Tracy Austin Kathy May         | 4:6, 7:6, 6:3 |
| 27.11.  | Federation Cup Finale Melbourne, Australien Rasen                                           | Vereinigte Staaten                   | Australien                     | 2:1           |

### Dezember
| Datum 1 | Turnier                                                                     | Siegerin                       | Finalgegnerin             | Ergebnis      |
| ------- | --------------------------------------------------------------------------- | ------------------------------ | ------------------------- | ------------- |
| 04.12.  | Toyota Classic Sydney, Australien Colgate Series – 75.000 $ Hartplatz       | Dianne Fromholtz               | Kerry Reid                | 6:1, 1:6, 6:4 |
| 04.12.  | Toyota Classic Sydney, Australien Colgate Series – 75.000 $ Hartplatz       | Kerry Reid Wendy Turnbull      | Judy Chaloner Anne Hobbs  | 6:2, 4:6, 6:2 |
| 11.12.  | Adelaide International Adelaide, Australien Colgate Series – 50.000 $ Rasen | Kerry Reid                     | Beth Norton               | 7:5, 6:7, 6:1 |
| 11.12.  | Adelaide International Adelaide, Australien Colgate Series – 50.000 $ Rasen | Lesley Hunt Sharon Walsh       | Ilana Kloss Marise Kruger | 6:2, 6:2      |
| 11.12.  | Emeron Cup Tokio, Japan Non-Tour Event – 100.000 $ Hartplatz                | Chris Evert                    | Martina Navratilova       | 7:5, 6:2      |
| 18.12.  | New South Wales Open Sydney, Australien Colgate Series – 75.000 $ Hartplatz | Dianne Fromholtz               | Wendy Turnbull            | 6:2, 7:5      |
| 18.12.  | New South Wales Open Sydney, Australien Colgate Series – 75.000 $ Hartplatz | Lesley Hunt Sharon Walsh       | Ilana Kloss Marise Kruger | 6:2, 6:1      |
| 25.12.  | Australian Open Melbourne, Australien Grand Slam – 35.000 $ Rasen           | Chris O’Neil                   | Betsy Nagelsen            | 6:3, 7:6      |
| 25.12.  | Australian Open Melbourne, Australien Grand Slam – 35.000 $ Rasen           | Betsy Nagelsen Renáta Tomanová | Naoko Satō Pam Whytcross  | 7:5, 6:2      |